# Dichotomius calcaratus
Dichotomius calcaratus är en skalbaggsart som beskrevs av Gilbert John Arrow 1913. Dichotomius calcaratus ingår i släktet Dichotomius och familjen bladhorningar. Inga underarter finns listade i Catalogue of Life.